# Eclytus gelidus
Eclytus gelidus är en stekelart som beskrevs av Dmitriy R. Kasparyan 1977. Eclytus gelidus ingår i släktet Eclytus och familjen brokparasitsteklar. Inga underarter finns listade i Catalogue of Life.